# Toi l'immortel
Toi l'immortel (titre original : ...And call me Conrad pour sa première parution, puis This Immortal pour sa sortie en format livre) est un roman de science-fiction de l'auteur américain Roger Zelazny paru en 1965 dans The Magazine of Fantasy and Science Fiction, et en 1966 en livre. La version française de ce roman fut d'abord intitulée Le Voyage infernal avant de trouver son titre définitif en 1973.

## Contexte fictionnel
Dans un monde postapocalyptique, Conrad Nomikos, haut commissaire aux Arts, Monuments et Archives de la planète Terre, doit diriger une mission d'exploration historique pour le compte d'un riche Végan nommé Cort Myshtigo. Au cours de son périple, Conrad Nomikos aura deux missions distinctes : percer à jour les intentions réelles de l'extraterrestre et empêcher son assassinat. Son périple sur les terres de l'antiquité le conduira à révéler les divers secrets qui hantent son lourd passé.

## Présentation de l'œuvre
Toi l'immortel est un roman de science-fiction sans découpage formel (parties ou chapitres). Ce roman est la version augmentée d'un récit en deux parties paru initialement dans le magazine spécialisé américain Fantasy and Science Fiction en 1965 sous le titre And call me Conrad.... Cette première version du roman fut traduite en 1972 sous le titre Le Voyage infernal. Ce n'est qu'en 1973 que fut traduite en français la version définitive du roman de Roger Zelazny.

### Genre
Roger Zelazny mêle le genre post-apocalyptique à un travail sur la mythologie grecque antique. Le récit est mené à la première personne, pris en charge par le héros de l'histoire, Conrad Nomikos, dont le but est de proposer à l'humanité une reconquête et réappropriation de son propre patrimoine culturel. Le récit propose également une réflexion sur l'action politique, la résistance et la violence armée, posant la question de la maturité de la race humaine, capable de détruire sa propre planète.

## Résumé

### Univers du roman
Après les Trois Jours, la guerre nucléaire qui a ravagé la planète Terre, les humains émigrent en masse vers Mars et Titan, souffrant pendant près d'un demi-siècle de faim et de froid. L'arrivée providentielle d'une race extra-terrestre, les Végans, permet d'améliorer la condition des exilés et de rétablir les voyages interstellaires. Beaucoup de Terriens s'installent alors sur Véga ou quelque autre planète de la Confédération végane, comme Taler, Litan, Rylaph ou Bakab. Mais pour les Végans, les humains ne sont qu'une race inférieure, une main-d'œuvre à bon marché. Les Terriennes se prostituent pour donner du plaisir aux Végans mâles au goût prononcé pour ce qu'ils considèrent être de la zoophilie. Les Terriens aisés prolongent leur vie grâce à des traitements de rajeunissement Sprung-Samser (S.S.).
Les Végans autorisèrent bientôt la création d'un gouvernement terrien exilé, le Gouveter, installé sur la planète Taler, une planète entièrement aménagée par des paysagistes. Cependant, certains Terriens ne supportent pas le joug bienveillant des Végans et prônent le retour de tous les Terriens sur leur planète d'origine, le Grand Retour. Un nouveau parti naît alors, le RADPOL, une organisation politique combative, ne reculant pas devant l'usage de la violence pour arriver à ses fins politiques. Ce parti est opposé aux Talérites qui rassemblent tous les Terriens de Taler qui défendent un statu quo politique avec les Végans et le maintien du Gouveter sur Taler. Parmi ses nombreuses actions armées, le RADPOL fit par exemple échouer par la violence un projet de Compagnie immobilière installée sur l'île de Madagascar qui visait à vendre aux Végans des concessions terriennes.
De son côté, la Terre n'est plus que désolation. Ses continents, dévastés par des explosions nucléaires, sont encore en grande partie radioactifs, et seules les îles sont encore habitables. Certaines populations ont pourtant survécu, malgré les radiations, subissant des mutations génétiques souvent monstrueuses : êtres mi-hommes, mi-animaux comme des satyres ou des faunes, humains dégénérés et cannibales, vaches à six pattes, boadiles (mi-boas, mi-crocodiles), vampires-araignées, mégadonaplates (ornithorynques à dents pointues), etc. Les sites historiques des grandes civilisations disparues sont désormais appelés les Lieux Anciens, tandis que les zones d'impact des bombes nucléaires des Trois Jours s'appellent les Lieux Chauds et sont encore dangereux.

### Les Végans
Les Végans, des êtres à la peau bleue, considèrent les humains comme des êtres inférieurs, mais les mâles apprécient les accouplements sexuels avec des humaines, par goût pour la zoophilie. Pour les Végans, la mort est un moment de plénitude et de réjouissance, perçu comme la fragmentation du psychisme. Les Végans peuvent développer des facultés extra-sensorielles et sont enclins à la méditation. Les Végans sont une race sage, n'ayant jamais connu de guerre nucléaire.

### Conrad Nomikos
Conrad Nomikos est un être étonnant. Renié à sa naissance par ses parents horrifiés par sa laideur, il fut abandonné sur une colline, puis replacé dans sa famille par un prêtre orthodoxe. Né un 25 décembre, Conrad Nomikos est un kallikanzaros, un être spécial, un destructeur et un agitateur. Nul ne connaît son âge, mais il a vécu pendant des décennies, changeant fréquemment d'identité, légendairement réputé pour sa force physique et sa laideur. Il est doué d'une forme de télépathie appelée audio-visio-transfert qui lui permet de se mettre dans la peau et de voir par les yeux de ses interlocuteurs. Il a été un activiste violent du mouvement pour le Grand Retour, a lancé des bombes, puis tenté légalement d'intervenir pour empêcher les Végans d'acheter la Terre, lot par lot.

### Personnages principaux
Les personnages principaux sont classés par ordre patronymique alphabétique :
- Diane-la-Rousse, agent du RADPOL, ancienne prostituée pour les Végans ;
- Donald Dos Santos, secrétaire du RADPOL, membre de l'expédition, engagé pour assurer la protection de Cort Myshtigo ;
- Ellen Emmet, épouse de George Emmet ;
- George Emmet, directeur du Service de protection de la nature ;
- Phil Graber, poète terrien ;
- Hasan, tueur à gages arabe, musulman sunnite, ancien rebelle ayant participé activement à la catastrophe des Trois Jours ;
- Konstantin Karaghiosis, fondateur historique et légendaire du mouvement RADPOL pour le Grand Retour ;
- Docteur Moreby, ancien médecin, diplômé d'anthropologie culturelle, shaman des Kourètes ;
- Cort Myshtigo, Végan, journaliste galactique riche et influent ;
- Cassandre Nomikos, épouse de Conrad Nomikos ;
- Conrad Nomikos, Terrien d'origine grecque, décrit comme laid, petit et claudiquant, haut commissaire aux Arts, Monuments et Archives de la planète Terre ;
- Procruste, chef de guerre de la tribu des Kourètes ;
- Lorel Sands, administrateur de la planète Terre, patron de Conrad Nomikos.

### Chronologie des événements
Sur l'île grecque de Cos, Konrad Nomikos, haut commissaire aux Arts, Monuments et Archives de la planète Terre, coule des jours heureux en compagnie de sa femme Cassandre. Mais une nouvelle mission l'attend : servir de guide à Cort Myshtigo, un Végan désireux d'écrire un livre historique sur les derniers vestiges de la Terre. Il se rend à Port-au-Prince pour y accueillir la délégation de Véga et rencontre Lorel Sands, administrateur de la Terre, Donald Dos Santos, secrétaire du RADPOL, Hasan, un tueur à gages de triste réputation, George Emmet, secrétaire du Service de protection de la nature, sa femme Ellen et enfin Phil Graber, le poète et philosophe. Les destinations choisies par le Végan pour son étude historique : Égypte, Grèce, Rome, les grandes villes d'Europe et des États-Unis pour terminer sur les côtes du Yucatan et de la Californie. Conrad Nomikos emmène les membres de l'expédition à une soirée rituelle vaudou. Pendant la cérémonie, Hasan semble soudain possédé par un démon, maniant un stylet acéré, et le Végan l'assomme avec une bouteille de Coca Cola. Lorsque Conrad se rend au chevet du tueur à gages, il lui demande s'il a pour mission de tuer le Végan, mais Hasan refuse de lui répondre.
En Égypte, Conrad fait visiter au Végan les sites du Caire, de Karnak, Louxor, de la vallée des reines et de la vallée des rois. Arrivés sur le plateau de Gizeh, l'extra-terrestre s'étonne de voir des hommes démonter bloc après bloc la grande pyramide de Chéops. Conrad répond que les blocs sont utilisés pour les constructions d'habitations puisque plus aucun touriste ne visite ces Lieux Anciens. Un soir, alors qu'Hasan s'entraîne au combat avec son golem, un robot de combat qui peut déployer jusqu’à deux fois la force d'un homme, un tremblement de terre jette tout le monde à terre. Lorel Sands contacte Conrad Nomikos et lui apprend que l'île de Cos a été ravagée. Fou de douleur et de colère, Conrad devient violent. Hasan règle son golem au maximum de sa puissance et l'oppose à la violence décuplée du guide grec. Après un combat long et acharné, Conrad terrasse le robot et tombe d'épuisement et de douleur, sous les regards atterrés de ses compagnons. Le lendemain, Conrad se demande si Hasan n'a pas essayé de le tuer en poussant la puissance du golem à son maximum. Il se remémore ensuite son mystérieux passé, lorsqu'il répondait au nom de Konstantin Karaghiosis, et s'était juré de ne jamais laisser un Végan s'emparer du moindre terrain sur la planète Terre. À cette époque, Hasan avait été son compagnon d'armes. Mais depuis, Conrad avait changé d'option et tentait désormais de trouver une solution politique aux problèmes de la Terre.
Quelque temps plus tard, Cort Myshtigo est attaqué par un énorme boadile alors qu'il est en train de faire des croquis de la rive du Nil. Conrad réussit à peine à desserrer l'étreinte du monstre, mais Hasan se porte à leur secours et tue l'animal d'un coup de sagaie. Conrad, qui pensait que Hasan avait été chargé de les tuer, lui et le Végan, se met à douter. Diane-la-rousse engage la conversation avec Conrad et lui révèle que le RADPOL a donné ordre d'éliminer le Végan sur Terre pour empêcher sa mission de mener à une exploitation complète de la Terre par les Végans. Mais Conrad, malgré son passé d'activiste du mouvement RADPOL, refuse de participer à l'assassinat de Cort Myshtigo et réitère son engagement à le défendre. Conrad s'entretient ensuite avec Cort Myshtigo et lui fait part de ses inquiétudes pour sa sécurité. Le Végan admet que le but de sa visite n'est pas historique, mais n'en dit pas plus. Conrad retrouve Diane-la-rousse et la convainc de demander des précisions et une confirmation au siège du RADPOL. Diane accepte et Conrad lui explique qu'il souhaite tout d'abord percer à jour les motivations réelles du Végan avant de prendre la moindre décision.
Quelque temps plus tard, l'expédition se retrouve en Grèce, en Thessalie. Cort Myshtigo tient à visiter les Lieux Anciens à pied, malgré les dangers. Conrad Nomikos rencontre en chemin son fils Jason qui lui raconte ses derniers rêves prémonitoires. Jason le met en garde contre le Monstre Noir, qui ravage les troupeaux, et contre le Mort-Vivant, une créature anthropomorphe, immense et invincible, qui hante la région. Jason parle également à son père de son chien Bortan qui l'a cherché pendant de nombreuses années, sans relâche, et qui a reparu récemment dans la région. Conrad rassure son fils et poursuit sa route avec les autres membres de l'expédition, de Lamia à Volos, en passant par un ancien Lieu Chaud sur les collines. En chemin, les membres de l'expédition croisent des petits satyres farouches, mais Conrad réussit à les amadouer en jouant d'anciennes mélodies sur son syrinx. À l'occasion d'un bivouac, Conrad observe Hasan qui nettoie son arme, mais un détail l'intrigue : Hasan est en train de baisser imperceptiblement le canon de son fusil de chasse vers le Végan. Conrad intervient et défie Hasan en duel. Conrad profite de la soirée pour aller s'entraîner au lance-pierre, l'arme choisie pour l'affrontement, et Hasan le rejoint. Tous deux se remémorent l'époque de la rébellion et de la résistance armée et font le bilan de leur action passée. Le lendemain, les deux hommes s'affrontent et se blessent, mais le duel est interrompu par l'arrivée de Kourètes, des autochtones dégénérés et cannibales. Les duellistes et les membres de l'expédition sont faits prisonniers.
Au village des Kourètes, les prisonniers sont bientôt accueillis par un ancien médecin devenu shaman, le docteur Moreby qui leur apprend que l'un d'entre eux devra se battre contre le Mort-Vivant, sa plus belle création. C'est Hasan qui est finalement choisi, alors que Conrad s'était porté volontaire. Le soir venu, toute la tribu est rassemblée autour d'un grand feu, Hasan est placé au centre d'une sorte d'arène et le docteur Moreby invoque avec les membres de la tribu le Mort-Vivant qui sort alors d'un cercueil. George Emmet informe les membres de l'expédition qu'il s'agit d'un mongolien albinos dégénéré, sensible à la lumière, que le médecin stimule avec des piqûres de novocaïne, habitué dès l'enfance à se nourrir de sang, les dents aiguisées pour en faire un monstre. Hasan se jette à la gorge du monstre et lui griffe le cou. Le Mort-Vivant frappe Hasan de toutes ses forces, mais Ellen Emmet jette une grenade éclairante au magnésium qui désoriente le monstre. Les membres de l'expédition attaquent leurs gardes et un grand chaos s'ensuit, tandis que le monstre s'écroule, empoisonné par les ongles vénéneux de Hasan. Les membres de l'expédition réussissent à s'échapper, mais les gardes du chef Procruste capturent Conrad et Hasan. Ils les emmènent et les attachent dans la vallée du sommeil, un ancien Lieu Chaud encore radioactif et mortel pour l'Homme. Moreby s'apprête à leur manger les entrailles lorsque Bortan, le chien mutant de Conrad, fait irruption et le dévore. Quelque temps plus tard, un petit faune détache Conrad et Hasan, leur sauvant la vie. Après les événements, le groupe se retrouve dans un petit village grec. Cort Myshtigo annonce qu'il renonce à poursuivre son voyage. Conrad apprend que le Végan est atteint d'une maladie incurable et que sa famille a un projet secret pour la planète Terre. Le groupe est ensuite attaqué par le Monstre Noir, un gigantesque cochon sauvage. Après avoir abattu le monstre, les membres de l'expédition voient accoster un navire, avec Cassandre à son bord, la femme de Conrad.
Un mois plus tard, Conrad Nomikos apprend que Donald Dos Santos et Diane ont été expulsés du RADPOL et qu'Hasan a changé d'identité, continuant de vendre ses funestes services au plus offrant. Conrad fonde un parti opposé au RADPOL, les RECINDEPS, les Reconstructeurs Indépendants. La Terre est rachetée au Gouveter par la famille végane de Cort Myshtigo. Les Terriens exilés choisissent de prendre la nationalité végane et de travailler comme résidents étrangers. et puis un jour, un avocat de Cort Myshtigo remet une lettre à Conrad Nomikos. Le Grec apprend alors enfin que la visite du Végan ne visait qu'à trouver le meilleur administrateur possible pour la Terre, ce qui fut fait en la personne de Conrad, son administrateur immortel. Cort Myshtigo avait en effet déduit de ses recherches sur les fichiers informatisés de la confédération que Conrad Nomikos n'était que la dernière identité d'un être qui traversait les âges sans dommage, dont l'attachement à sa planète d'origine garantissait qu'il en serait le meilleur administrateur.

## Commentaires

### Mythologie grecque
La mythologie - et la mythologie grecque en particulier - est présente à tous les niveaux du récit. Elle détermine les noms des personnages, les références culturelles du récit, influence la pensée des différents protagonistes et structure l'intrigue du roman, avec des personnages et des épisodes tirés des fables anciennes. Quelques exemples tirés du roman :
- Pan : Roger Zelazny fait de son personnage Conrad Nomikos l'incarnation même du dieu Pan, cette divinité tutélaire des bergers, abandonnée par sa mère sur une colline. Comme son archétype de la mythologie grecque, le héros du roman présente un aspect rebutant. De nombreuses allusions au dieu Pan sont faites tout au long du roman, jusqu'à la dernière réplique de l'extraterrestre dans sa lettre.
- Cassandre : femme de Conrad Nomikos dans le roman, allusion au personnage de la Guerre de Troie, condamné par les dieux à ne pas être crue de ses concitoyens ;
- Thémoclès et le Bouclier d'Achille : légendes racontées à ses camarades par le héros ;
- Chimère d'Or : monstre fabuleux, nom du bateau de Conrad ;
- Aphrodite : déesse de l'Amour, le héros du roman lui adresse ses prières ;
- Le Masque de Déméter : pièce de théâtre de l'un des personnages du roman, écrite en pentamètres, sur un sujet mythologique ;
- Kharagiosis : ancêtre du Guignol européen, bouffon chez les Grecs, l'un des noms du héros du roman ;
- Satyres, Centaures : animaux fabuleux de la Grèce antique qui ont donné forme à des êtres dégénérés ayant subi des mutations génétiques sur Terre dues aux radiations persistantes après l'apocalypse nucléaire ;
- Prométhée : héros mythologique, métaphoriquement à l'origine du feu nucléaire dans le roman ;
- Visite des lieux de légende de la Grèce antique à propos de Jason et les Argonautes, du combat des Titans, de Pâris ;
- Visite à pied des hauts lieux de la Grèce antique, comme l'historien hellène Pausanias dans l'antiquité ;
- Comparaison d'un grand cochon dangereux au Sanglier d'Erymanthe, objet de l'un des 12 travaux d'Hercule.

Le roman fait également quelques allusions à d'autres univers mythiques comme ceux des rituels vaudous (avec le dieu Angelsou) et la mythologie hébraïque avec le Golem.

### Politique et violence
Le roman propose une longue réflexion sur l'action politique et la violence armée au service d'une lutte idéologique. Si Conrad Nomikos a commencé dans la résistance armée et fait de nombreuses victimes, il a peu à peu privilégié les solutions purement politiques aux problèmes de la Terre, renonçant à une vision violente et inefficace de la solution du problème. Mais au RADPOL, la ligne politique dure n'a jamais changé. Ces deux options diamétralement opposées seront l'un des moteurs de l'intrigue. Pourtant, Conrad Nomikos n'a jamais abandonné ses propres convictions : la Terre ne doit appartenir à personne d'autre qu'aux Terriens, même s'il nourrit certains doutes sur la faculté des humains à préserver leur patrimoine.
La violence apparaît dans le roman sous d'autres formes, thématiquement moins centrales, mais omniprésentes. La violence s'exprime dans les moments de souffrance (Conrad Nomikos), dans la violence psychologique et physique de l'esclavage sexuel subi par les femmes (Diane), dans la violence professionnelle d'un tueur à gages (Hasan), dans la violence des éléments naturels (séisme dévastateur), dans la violence endémique de l'espèce humaine (les Trois Jours), dans la violence et la folie des humains dégénérés restés sur Terre (Kourètes), etc. Ces violences absurdes sont mises en parallèle avec la violence du RADPOL, idéologiquement justifiée par une cause politique.

### Tutorat alien
Dans quelques-unes de ses réflexions, le héros, Conrad Nomikos, se demande à plusieurs reprises s'il ne serait pas souhaitable que la race humaine soit mise sous tutelle extra-terrestre afin d'être guidée par une race plus sage qui lui enseigne le respect d'elle-même. Le héros se demande s'il est prudent et souhaitable de laisser la race humaine livrée à elle-même, alors qu'elle est capable de s'auto-anéantir.
L'idée d'une race tutrice qui prend en charge une race moins évoluée sera exploitée quelques années plus tard par l'auteur américain David Brin dans le cycle de l'Élévation, débuté en 1983 avec Marée stellaire. L'option philosophique de cet auteur est en revanche plus violente et radicale, car les races dominantes asservissent les races inférieures, les modifient génétiquement et les exploitent pendant des dizaines de millénaires.

### Science-fiction et Coca-cola
C'est avec beaucoup d'humour que Roger Zelazny fait de la boisson Coca-Cola l'une des plus grandes découvertes archéologiques que firent les Végans en colonisant la Terre. Si la recette s'était perdue pendant l'Apocalypse nucléaire, elle fut retrouvée quelques décennies plus tard. Le Coca-Cola a un effet très spécial sur le métabolisme végan, si bien que dans le roman, un historien extra-terrestre fait de cette boisson la "seconde plus grande contribution de la Terre à la culture galactique".

## Prix littéraires
Toi l'immortel reçut en 1966 le prix Hugo sous son titre initial ...And call me Conrad, ex aequo avec le roman Dune de Frank Herbert.

## Éditions françaises
- Le Voyage infernal, traduit de l'américain par Bruno Martin, OPTA, revue Fiction no 227 et no 228, 1972 ;
- Toi l'immortel, traduit de l'américain par Mimi Perrin, Denoël, coll. Présence du futur no 167, 1973 ; réédition en 1976, 1982  (ISBN 2-207-30167-2) et 1987 ;
- Toi l'immortel, traduit de l'américain par Mimi Perrin, Gallimard, coll. Folio SF no 195, 2004  (ISBN 2-07-030015-3).

## Citations
Les numéros de page des citations qui suivent font référence à l'édition Folio SF (2004).
- « La formule de composition du Coca avait été la découverte archéologique du siècle, pour les Végans du moins. », p. 46 ;
- « [...] Lorsque l'on appartient à un monde mort, on n'a plus qu'une obligation : satisfaire le prochain client. », p. 85 ;
- « L'héroïsme n'est qu'une question de circonstances et d'opportunisme. », p. 138 ;
- « Sans doute avions-nous besoin d'une race plus sage pour nous surveiller et nous diriger. Pendant les Trois Jours, nous avions réussi à transformer notre monde en un immense abattoir, et les Végans, eux, n'avaient jamais connu de guerre nucléaire. », p 195.

## Liens